# Госсе, Давид
Давид Госсе (род. 1970) — французский преподаватель-ученый, китаевед, геополитический и экономический аналитик.
Давид Госсе родился 23 мая 1970 года в Париже.

## Происхождение
Давид Госсе родился в Париже, отец был рабочим, мать — бухгалтер. От отца он унаследовал интерес к книгам. От родителей ему также передалась страсть к путешествиям.

## Образование
Давид Госсе изучал философия и русский в Сорбонне, а затем китайский в Тайбэе в середине 1990-х годов.
Он известен в Китае под именем Gao Dawei (китайский: 高大伟; pinyin: gāo dàwěi).

## Исследовательская деятельность
В качестве синолога, он пишет об экономических, социальных, политических, культурных и стратегических изменениях в китайском обществе, а также о влиянии Китая на Азию XXI века и его положении на международно арене. Его статьи также опубликованы в Huffington Post.
Настоящая исследовательская деятельность связана с понятием «китайское возрождение».
В своем анализе Китая (中国 — Zongguo, "срединная империя), Давид Госсе особым образом выделяет её центрообразующую роль (中 — Zhong). В статье «Основы центрообразующей роли Китая», опубликованной в Huffington Post, он объясняет, что центрообразующая роль Китая проявляется в трех аспектах: первое — в классическом, или в историческом, понимании — это пространственное положение Китая как «срединной империи», центра мира; второе — в его понимании как центра взаимосвязей, некого мирового реле, соединяющего все части мирового пространства; и третье — в качестве морального ядра, представленного «доктриной непредвзятости», — одной из фундаментальных элементов философии Конфуция.

## Деятельность
В 1999 Давид Госсе становится преподавателем в Китайско-европейской международной школе бизнеса (CEIBS) в Шанхае. В 2001 на базе школы бизнеса он основывает Китайско-европейскую академию (Academia Sinica Europaea).
Год спустя создает «Форум Европа-Китай», — первый в своем роде механизм, позволяющий усилить связи между Европой и Китаем. Форум проводится каждый год в разных европейских странах/ 9-й Форум (2010) был проведен совместно с ЮНЕСКО.
В январе 2015 Давид Госсе создает инициативную платформу «Нового шелкового пути» — создание нового шелкового пути — не только с целью изучения, но и поддержки новой концепции «Один пояс — один путь».
В рамках инициативной платформы им была организована выставка «От древнего до нового шелкового пути» в президентском дворце Итальянской республики (Квиринальский дворец).
В 2018 году он опубликовал книгу «Ограниченные взгляды на китайский ренессанс», которую представил на Франкфуртской книжной ярмарке.
Внимание привлекли как его TED Talk, так и Talks at Google, последний из которых состоялся в октябре 2019 года.
В 2021 году в качестве основателя он принял участие в Глобальной инициативе Китай-Европа-Америка, в которой C.E.A. Платформа Net-Zero Transition получила признание.
В 2021 году он основал C.E.A. Инициатива сотрудничества музеев. Первый диалог Инициативы сотрудничества музеев Китая, Европы и Америки состоялся в мае 2021 года. Второй диалог в рамках этих рамок состоялся в мае 2022 года. 18-19 мая 2023 года в Тяньцзине состоялся третий диалог.
В 2022 году он основал Форум сотрудничества аналитических центров CEA. 14 декабря 2022 г. состоялся «Специальный круглый стол по Китаю и миру после 20-го съезда Коммунистической партии Китая (КПК)».
В 2022 году 8 и 9 ноября в онлайн-режиме прошел второй диалог Китайско-европейско-американской платформы Net-Zero Transition Platform. В мероприятии приняли участие более 40 спикеров из 15 национальностей.
15 сентября 2023 года он принял участие в Пекинском культурном форуме 2023 года и выступил с речью.

## Награды
В 2005 году Давид Госсе был награждён Орденом на заслуги перед обществом королем Испании, Хуаном Карлосом I, за его деятельность во главе Китайско-европейской Академии.
Президентским указом от 31 декабря 2014 года он становится Кавалером Почетного Легиона.
В сентябре 2015 года, администрация города Тяньцзинь, (север Китая), вручила ему Премию дружбы в знак признательности за его вклад в развитие города.

## Публикации
Книга
- Limited Views on The Chinese Renaissance, Shanghai Translation Publishing House，Сентябрь 2018
- China and the World: The Long March Towards a Community of Shared Future for Mankind, Отредактировано David Gosset, il Mulino Publishing House, 2020
- Inspiring Tianjin, Tianjin Renmin Press, ноябрь 2020
- China and the World: The Long March Towards a Community of Shared Future for Mankind, Volume 2 The Role of Business, Società editrice il Mulino, 2021
- China and the World: The Long March Towards a Community of Shared Future for Mankind, Volume 3 Culture, Ideas and Arts, Società editrice il Mulino, December 2022

Статьи
- Xi-Trump meeting: practical step for China-US relations,The Telegraph, апреля 19, 2017
- China and Africa on new silk roads, article in "Preview Policy Report for the 2018 Beijing FOCAC Summit, Chinawatch, Август 29, 2018
- Us Space Force a counterproductive reality, Chinawatch, Август 17, 2018
- Chinese ‘Renaissance’ to a world of shared destiny, Chinawatch, Июнь 22, 2018
- Vice-President Pence creates fallacious narratives, Chinawatch, Октябрь 5, 2018
- Ordering disorder,Chinawatch, ноябрь 29, 2018
- Sino-French relations help build global future, ChinaDaily, январь 28, 2019
- Sino-Western Diptych：Reflections on history, philosophy and art, Chinawatch, февраль 18, 2019
- Europe-China Forum founder: Tianjin could be new century super-smart city, ChinaDaily, Маршировать 18, 2019
- The EU and China as Co-architects of a "Smart BRI", Chinawatch, апреля 10, 2019
- A clear call for HK's normal, Chinawatch, Август 13, 2019
- Jacques Chirac : A statesman's fight for human dignity, Chinawatch, Сентябрь 27, 2019
- Crisis won't disrupt China's renaissance, Chinadaily, февраль 6, 2020
- The fog of sophism in a time of sinophobia, Chinadaily, февраль 19, 2020

## внешние ссылки
- http://www.ourglobalinitiative.com/en
- "A Community of Destiny For Mankind", Дэвид Госсет в Vision China, Ханчжоу, корреспондент Chinadaily, bilibili, 15 апреля 2018 г.
- Chinese Renaissance:Future of the Origin | David GOSSET | TEDxCEIBS,  корреспондент TEDx Talks, YouTube, 15-09-2018
- Limited Views On The Chinese Renaissance | David Gosset | Talks at Google, корреспондент Talks at Google, 24-10-2019
- Дэвид Госсет представляет книгу «Китай и мир» на Unnettuno Talk, 17 ноября 2020 г.